# Queen + Adam Lambert
Queen + Adam Lambert je americko-britská rocková hudební skupina, založená v roce 2011. Vznikla ze skupiny Queen, která po smrti frontmana Freddieho Mercuryho v roce 1991 hledala nového zpěváka. Tím se po Paulu Rodgersovi (který s kapelou vystupoval mezi lety 2004–2009 pod jménem Queen + Paul Rodgers) stal právě Adam Lambert. Kapela je tudíž druhý úspěšný pokus o obnovení Queen.
Repertoár Queen + Adam Lambert tvoří písně složené „bývalou“ kapelou Queen. Kapela má za sebou již několik turné po celém světě. Jejich doposud jediné oficiálně vydané album je koncertní (tzn. záznam z živého vystoupení), na němž je nahrán koncert z roku 2014 v Japonsku. Druhé takové vyšlo 2. října 2020 pod názvem Live Around the World, jedná se opět o koncertní album nahrané v letech 2014–2020 během několika koncertních turné po celém světě.

## Turné
- Queen + Adam Lambert Tour 2012
- Queen + Adam Lambert Tour 2014–2015
- Queen + Adam Lambert 2016 Summer Festival Tour
- Queen + Adam Lambert Tour 2017–2018
- The Rhapsody Tour (2019–2023) – koncerty v Evropě byly přesunuty na rok 2021, kvůli pandemii covidu-19[5]

## Složení

### Aktuální členové
- Adam Lambert – hlavní vokály (2011–dosud)
- Brian May – kytara, elektrická kytara (Red Special), akustická kytara, doprovodné vokály, hlavní vokály (2011–dosud)
- Roger Taylor – bicí, doprovodné vokály, hlavní vokály (2011–dosud)
- Spike Edney – klávesy, doprovodné vokály (2011–dosud)
- Neil Fairclough – basová kytara, doprovodné vokály (2011–dosud)
- Tyler Warren – přídavné bicí, doprovodné vokály (2017–dosud)

### Dřívější členové
- Rufus Tiger Taylor – přídavné bicí, doprovodné vokály (2011–2017)

## Diskografie

### Koncertní alba
- Live in Japan (2016)
- Live Around the World (2020)

### Singly
- „You Are the Champions“ (2020)[6]
- „The Show Must Go On (Live at O2 Arena, 4 July 2018)“
- „I Was Born to Love You (Live at Summer Sonic, Tokyo, Japan, 2014)“